# III Liceum Ogólnokształcące im. Marii Skłodowskiej-Curie w Świdnicy
III Liceum Ogólnokształcące im. Marii Skłodowskiej-Curie – liceum ogólnokształcące w Świdnicy, znajdujące się przy ulicy Kościelnej 32.

## Historia Szkoły
Za datę powstania szkoły przyjmuje się 3 września 1946 roku, kiedy to decyzją Kuratorium Szkolnego we Wrocławiu rozpoczęło działalność Państwowe Liceum Pedagogiczne w Świdnicy. Podstawą prawną decyzji było Zarządzenie Ministra Oświaty z dnia 22 listopada 1946 roku. W pierwszym roku szkolnym 1946/47 rozpoczęła się nauka w Liceum tylko w dwu klasach: do pierwszej licealnej zapisało się 13 uczniów, a na pierwszy semestr dwuletnich klas przygotowawczych – 14 uczniów. Dwuletnie klasy przygotowawcze oparte były na strukturze semestralnej.
W wyniku zmian reorganizacji obejmującej licea pedagogiczne w roku szkolnym 1947/48, nastąpiło połączenie klas przygotowawczych (w których edukacja trwałą dwa lata), z klasami licealnymi i utworzenie 4- letniego liceum pedagogicznego opartego na bazie siódmej klasy szkoły podstawowej. Taka forma organizacyjna obowiązywała od roku szkolnego 1956/57, kiedy to czteroletnie licea pedagogiczne zostały przekształcone w pięcioletnie.
Wskutek reforma systemu oświaty z 1961 roku w roku szkolnym 1966/1967 szkoła została przekształcona w pięcioletnie Liceum Pedagogiczne dla Wychowawczyń Przedszkoli.
Z dniem 1 września 1973r. Szkoła została przekształcona w sześcioletnie Studium Wychowania Przedszkolnego. Wskutek zmian poszerzono bazę dydaktyczną placówki poprzez m.in. zorganizowania nowych pracowni, zakupu pomocy naukowych. Na identycznych zasadach zaczęło działać od roku szkolnego 1975/76 trwające dwa lata pomaturalne studium, oparte na bazie liceum ogólnokształcącego. Wraz ze wzrostem liczby słuchaczy nastąpiło zwiększenie zaplecza do odbywania praktyk pedagogicznych, dzięki temu otworzono przedszkola ćwiczeń: nr 3 przy ul. Okrężnej, nr 9 przy ul. Wrocławskiej. Pierwsi absolwenci Studium Wychowania Przedszkolnego opuścili szkołę w czerwcu 1977 roku.
Kolejne zmiany nastąpiły z rozpoczęciem roku szkolnego 1984/85 kiedy to Studium Wychowania Przedszkolnego zostało przekształcone w Studium Nauczycielskie zdawano sobie wtedy sprawę z ogromnej społecznej rangi szkoły i z faktu, że absolwenci będą czynnymi zawodowo nauczycielami po roku 2000 i będą musieli umieć sprostać potrzebom edukacyjnym XXI w. Tylko do 1986 r. szkołę opuściło 2454 absolwentów-nauczycieli szkół podstawowych i 1508 nauczycieli przedszkoli.
Następne lata stawiają szkołę przed kolejnymi wyzwaniami. Szkoła staje przed koniecznością kolejnej reorganizacji. W kwietniu 1991r. Rada Pedagogiczna SN została zobowiązana do przygotowania programu przekształcenia studium nauczycielskiego w liceum ogólnokształcące. Jednak w wyniku pertraktacji z KO i MEN dyrektor otrzymał przyrzeczenie, że uczniowie klas II, III, IV będą kontynuowali naukę w studium aż do naturalnego wygaśnięcia jego istnienia. Uczniowie ubiegający się o przyjęcie do szkoły na rok szkolny 1991/92 zostaną przyjęci do III Liceum Ogólnokształcącego w Świdnicy.

### Dyrektorzy
| Imię i nazwisko        | Lata sprawowania funkcji |
| ---------------------- | ------------------------ |
| mgr Kalina Statkiewicz | 1946                     |
| mgr Stefan Góralski    | 1946-1951                |
| mgr Wojciech Polak     | 1951-1952                |
| dr Franciszek Zalewski | 1952-1968                |
| mgr Jan Musiej         | 1968-1990                |
| mgr Ryszard Mydłowski  | 1990-1991                |
| mgr Janina Szczerbak   | 1991-1992                |
| mgr Marian Dudek       | 1992-1993                |
| mgr Ryszard Skórka     | 1993-2013                |
| mgr Krzysztof Frączek  | 2013-nadal               |

### Absolwenci
- Mateusz Jopek - lekkoatleta, specjalizujący się w skoku w dal[7]
- Stanisław Nicieja -   polski historyk i historyk sztuki XIX i XX wieku, profesor nauk humanistycznych, były rektor Uniwersytetu Opolskiego, senator V kadencji[8].